# 안녕 우리말
《안녕 우리말》은 KBS 1TV에서 방송했던 시사교양 프로그램이었다.

## 기획 의도
최근 무분별하게 사용되고 있는 국적 불명의 인터넷 용어와 일상생활 속에서 누구나 흔히 잘못 사용하기 쉬운 우리말을 상황별로 짚어주고 올바른 사용을 알려주었던 시사교양 프로그램이었다.

## 방송 시간
| 방송 채널 | 방송 기간                          | 방송 시간                                     |
| --------- | ---------------------------------- | --------------------------------------------- |
| KBS 1TV   | 2015년 10월 9일 ~ 2016년 4월 15일  | 매주 평일 오전 11시 55분 ~ 12시               |
| KBS 1TV   | 2016년 4월 18일 ~ 2016년 7월 11일  | 매주 평일 오전 11시 50분 ~ 12시               |
| KBS 1TV   | 2020년 9월 8일                     | 화요일 낮 1시 50분 ~ 1시 55분                 |
| KBS 1TV   | 2020년 9월 14일 ~ 2020년 11월 23일 | 매주 월요일 낮 1시 50분 ~ 1시 55분            |
| KBS 1TV   | 2021년 10월 7일 ~ 2021년 11월 12일 | 매주 목요일 ~ 금요일 낮 11시 50분 ~ 11시 55분 |
| KBS 1TV   | 2022년 9월 13일                    | 화요일 낮 3시 ~ 3시 5분                       |
| KBS 1TV   | 2022년 10월 4일                    | 화요일 낮 3시 ~ 3시 5분                       |
| KBS 1TV   | 2022년 10월 25일 ~ 2022년 11월 1일 | 화요일 낮 3시 ~ 3시 5분                       |
| KBS 1TV   | 2022년 9월 15일                    | 목요일 낮 11시 55분 ~ 12시                    |
| KBS 1TV   | 2022년 9월 23일                    | 금요일 낮 3시 ~ 3시 5분                       |
| KBS 1TV   | 2022년 10월 14일                   | 금요일 낮 3시 ~ 3시 5분                       |
| KBS 1TV   | 2022년 10월 1일                    | 토요일 저녁 6시 55분 ~ 7시                    |
| KBS 1TV   | 2022년 10월 18일                   | 화요일 낮 1시 50분 ~ 1시 55분                 |
| KBS 1TV   | 2022년 11월 8일 ~ 2022년 11월 30일 | 화요일 낮 1시 50분 ~ 1시 55분                 |

## 출연자
- 1회 ~ 4회 : 설현, 허경환
- 5회 : 강승화, 박슬기
- 6회 : 강승화, 송준근
- 7회 : 강승화
- 8회 : 강승화, 방민아, 前 김지원(38기), 송준근
- 9회 : 아이오아이, 강승화, 송준근
- 10화 : 강승화, 방민아, 박슬기
- 11회 : 노우진
- 12회 : 박태원(30기), 방민아, 강승화, 박슬기
- 15회 : 방민아, 강승화
- 20회, 22회 : 송준근
- 25회 : 정지원(38기), 박슬기
- 28회 : 아이린